# Růže růžová
Růže růžová (1971) s podtitulem Další a další léta dozrávání je čtvrtou sbírkou písňových textů Jiřího Suchého. Obsahuje texty z let 1967–1970. Knihu ilustroval Jiří Šalamoun.

## Písně
| - Mezi básníky - Na střeše světa sedí panna bledá - Když hodím kámen do vody - Rozkvétá kalina - Růže růžová - Možná že právě ten - Mám svetr z ostnatýho drátu - Hej slečno opálená - Bledá slečna - Možná že se jí srdce rozbuší - Růžová známka - Poklad - Třikrát - Když jsem ti řekla - Sníh ve vlasech - Pamatuju na to léto - Taková láska - Kolena - Pojď sem blíž - Hallo má krásná Margareto! - Ukolébavka - Nashledanou - Venku se zvolna šeří - Nový nájemník - Vánoční pohlednice - Stříbrná tramvaj - Jehličí - Já bych ráda do Betléma - Sedm dárků - Rybí polívka - Píseň o rybách - Na tom našem dvoře - Kos - Kočičí bál - Šantánová myš - Vylítla slepice - Pudl - Můj pes - Surrealistická krajina | - Kubistický portrét - Španěl a Ital - Tommy - Whisky dopita - Každý je si svého štěstí strůjcem - Kdybyste nás totiž znali - Na slamníku propoceném - Jednoho dne spadlo listí - Rámusy-blues - Toho dne kdy utich pláč - Jak se plaší zlé sny - Kdyby tudy tekl Nil - Stárnutí - Funebr song - K obzoru když slunce padá - Happy-end - Dobré rady - Řada pouličních světel - Klobouky - Píseň o Praze - Hojivá mast - V potoce se voda točí - Boubelatá Bety - Činka - Úřednická - Ornament - Arocola song - Zejtra ráno jako vždycky - Zpěváků a herců sbory - Když pacient je léčen - Píseň nastydlejch holek - Mississippi - Cirkus - Povídal nám jeden zpěvu znalec - Sláva a růže - Končí divadlo - Kytka - Jo to jsem ještě žil - Ukládám si do paměti |

Rukopis knihy obsahuje i píseň Hochu můj, ta byla ale redakcí vyřazena.

## Nakladatelské údaje
- Jiří Suchý: Růže růžová. Československý spisovatel, Praha, 1971. Náklad: 15 000 výtisků.